# SK Dolní Kounice
Der SK Dolní Kounice ist ein tschechischer Fußballverein aus der südmährischen Kleinstadt Dolní Kounice. Der Vorgängerverein spielte in der Saison 2002/03 als FC Group Dolní Kounice in der 2. tschechischen Liga.
Sein Schicksal ist eng verknüpft mit dem nach dem Zusammenbruch des Kommunismus aufkommenden Mäzenentum im tschechischen Fußball der 1990er Jahre, bei dem einzelne Unternehmer einen bis dahin unbedeutenden Verein in den Profifußball brachten, dabei aber in finanzielle Schwierigkeiten gerieten und den Verein fallen ließen.

## Vereinsgeschichte
1921 als SK Dolní Kounice gegründet spielte der Klub bis Mitte der 1990er Jahre in unteren Ligen. Ermöglicht wurde sein Aufstieg durch die beiden Unternehmer František Klimeš und Miroslav Verba mittels ihrer Firma WELT, die 1993 in den Klub einstiegen.
Die Mannschaft gewann in der Saison 1995/96 den Jihomoravský přebor und stieg in die Divize D, die vierthöchste Spielklasse auf. Es kam zur Umbenennung in FC Roubina Dolní Kounice, Roubina war eine weitere Firma von Klimeš und Verba. Zwei Jahre später gewann das Team die Divize D und stieg in die MSFL, die 3. Liga, auf. Nach einem siebten, elften und zehnten Platz wurde Dolní Kounice, inzwischen als FC Group antretend, in der Spielzeit 2001/02 Vizemeister der MSFL und war damit Aufsteiger in die professionelle 2. Liga. Dort war die Mannschaft aber nicht konkurrenzfähig und belegte den letzten Platz. In der Rückrunde geriet der Klub in große Zahlungsnot, konnte die Meisterschaft letztlich aber doch noch zu Ende spielen.
Die beiden Mäzene Klimeš und Verba mussten mit ihrer Firma WELT Konkurs anmelden und konnten den Verein finanziell nicht mehr unterstützen. Nach der Saison 2003/04, die Dolní Kounice als Zehnter der MSFL beendet hatte, fusionierte der Verein mit dem FC Tatran Brno-Kohoutovice, auf dessen Anlage die Mannschaft schon die Rückrunde bestritten hatte. Vor der Saison 2007/08 kam es in Dolní Kounice zu einer Neugründung unter dem ursprünglichen Namen SK Dolní Kounice, der in der untersten Liga begann.

## Ligazugehörigkeit Tschechien
|         | 93/94 | 94/95 | 95/96 | 96/97 | 97/98 | 98/99 | 99/00 | 00/01 | 01/02 | 02/03 | 03/04 | 04/05 | 05/06 | 06/07 | 07/08 |
| ------- | ----- | ----- | ----- | ----- | ----- | ----- | ----- | ----- | ----- | ----- | ----- | ----- | ----- | ----- | ----- |
| 1. Liga |       |       |       |       |       |       |       |       |       |       |       |       |       |       |       |
| 2. Liga |       |       |       |       |       |       |       |       |       | 16.   |       |       |       |       |       |
| 3. Liga |       |       |       |       |       | 7.    | 11.   | 10.   | 2.    |       | 10.   |       |       |       |       |
| 4. Liga |       |       |       | 4.    | 1.    |       |       |       |       |       |       |       |       |       |       |

Anm.: Nach der Saison 2003/04 fusionierte der Klub mit dem FC Tatran Brno-Kohoutovice.

### Statistik
- 2. Tschechische Liga 2002/03:

| Liga            | Platz     | Spiele | Siege | Remis | Niederlagen | Tore  | Punkte |
| 2. Liga 2002/03 | 16. Platz | 30     | 5     | 7     | 18          | 26:59 | 22     |

## Bekannte ehemalige Spieler
- Martin Abraham
- Ivan Dvořák
- Martin Horáček
- David Kalivoda
- Petr Samec
- Lambert Šmíd

## Vereinsnamen
- 1921 SK Dolní Kounice
- 1948 Sokol Dolní Kounice
- 1952 ZSJ STS Dolní Kounice
- 1953 TJ Dynamo Dolní Kounice
- 1993 SK Dolní Kounice
- 1996 FC Roubina Dolní Kounice
- 2000 FC Group Dolní Kounice
- 2004 Fusion mit FC Tatran Brno-Kohoutovice
- 2007 Neugründung als SK Dolní Kounice